# Taenioides caniscapulus
Taenioides caniscapulus is een straalvinnige vissensoort uit de familie van grondels (Gobiidae). De wetenschappelijke naam van de soort is voor het eerst geldig gepubliceerd in 1938 door Roxas & Ablan.